# Provincia Ourense
Ourense (în galiciană: Ourense) este o provincie în Spania, în comunitatea autonomă Galicia. Capitala sa este Ourense.

Diviziunile Provinciei Ourense